# Jelambar Baru
Jelambar Baru is een kelurahan in het onderdistrict Grogol Petamburan, Jakarta Barat in het westen in de provincie Jakarta, Indonesië. Jelambar Baru telt 38.781 inwoners (volkstelling 2010).